# Buchenbühl (Frankenalb)
Der Buchenbühl ist eine 400 m ü. NHN hohe Erhebung nördlich von Nürnberg im Sebalder Reichswald, genauer im Kraftshofer Forst.

## Lage und Merkmale
Die Bundesautobahn 3 und die Bundesstraße 2, die sich an der Anschlussstelle Nürnberg-Nord kreuzen, passieren den Berg südlich bzw. unmittelbar östlich. Direkt südlich der A3 befindet sich der Nürnberger Stadtteil Buchenbühl. Rund 2 km nördlich der Erhebung liegt der Markt Heroldsberg. Das Gelände auf und um den Buchenbühl ist bewaldet. Im Wald zwischen dem Gipfel und der B2 liegt eine Sendeanlage mit 4 Masten, weiter südlich und direkt östlich der B2 eine Anlage des Nürnberger Wasserwerks. Am westlichen Fuß des Berges liegt das Gewerbegebiet Hahnenbalz. Die Flurbezeichnung für das Gebiet am südlichen Fuß ist Dreieichenplatz.

## Geologie
Die Flanken des Buchenbühls bestehen aus tonreichen Ablagerungen des Mittleren Keupers (Trossingen-Formation, vormals Feuerletten), der Gipfelbereich aus den verwitterungs- und erosionsresistenteren Sandsteinen des Oberen Keupers (Exter-Formation, vormals Rhät-Lias-Sandstein). Eine längst auflässige Tongrube am Südhang gilt als Typlokalität (Fundort des Typusexemplars) der Dinosaurier-Art Plateosaurus engelhardti.